# Nightmares on Wax

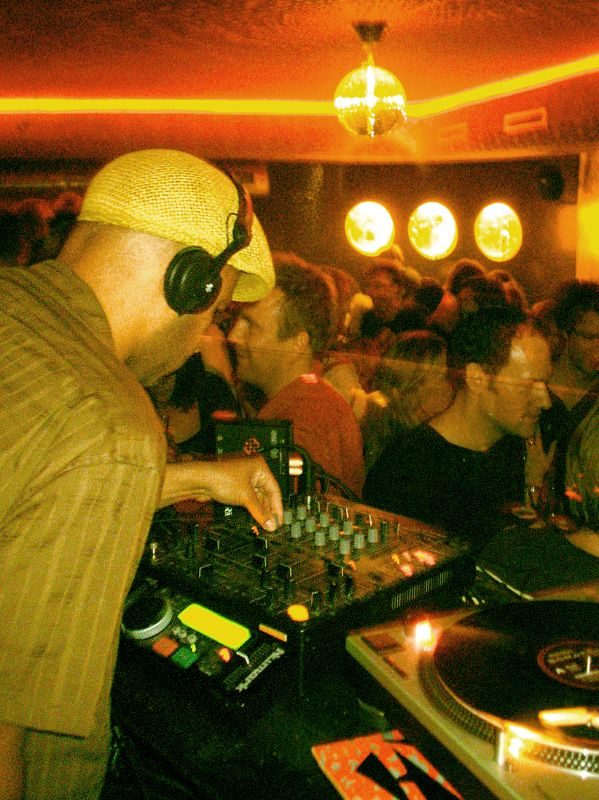
George Evelyn en 2006

George Evelyn, conocido como Nightmares on Wax y también como DJ EASE (Experimental Sample Expert), es un DJ de Leeds, Reino Unido. Warp Records lanza su música y fue uno de los primeros artistas del sello. Evelyn comenzó en la industria de la música gracias a su interés en el hip-hop y se unió a un grupo local de breakdance donde conoció a Kevin Harper y juntos lanzaron su primer álbum en 1991, una grabación casi techno llamada "A Word Of Science: The First And Final Chapter". Este fue el comienzo de la carrera de NoW. Hoy en día, Harper es DJ en solitario y Evelyn se hace acompañar por Robin Taylor-Firth con quien ha creado un sonido nuevo.
No es coincidencia que Nightmares on Wax sea acrónimo de NOW (ahora en inglés), ya que describen su propia música como "the sound of N.O.W." (el sonido de ahora) para ejemplificar honestidad en bruto y libertad artística.[cita requerida]

## Biografía
Antes de ser popular con Nightmares on Wax, George Evelyn creció escuchando música soul. Su padre y hermana hicieron que fuera influenciado por Quincy Jones y Curtis Mayfield. Más tarde, cuando el rap se volvió más popular, escuchó a Rappers Delight y Buffalo Gals. Debido a la oleada de hip-hop de 1988, DJ EASE se unión a un grupo de breakdance donde creció cerca de Kevin harper, un compañero b-boy con un pasado similar. Se unieron para crear Nightmares on Wax, lanzando el sencillo “Dextrous” en 1990. Su música se incluye en una categoría de artistas como The Forgemasters, LFO, and Unique 3. De acuerdo con su estilo, él dice "Queremos hacer canciones que tengan ritmos de hip hop pero experimentando con ideas.
En 1991, Nightmares on Wax publicó A Word Of Science: The First And Final Chapter.

## Discografía
- A Word of Science: The First and Final Chapter (16 de septiembre de 1991)
- Smokers Delight (25 de septiembre de 1995) #84 UK
- Carboot Soul (4 de diciembre de 1999) #71 UK
- DJ-Kicks: Nightmares on Wax (2 de octubre de 2000) (DJ mix album)
- Mind Elevation (2 de septiembre de 2002) #47 UK
- Late Night Tales: Nightmares on Wax (12 de mayo de 2003) (DJ mix album)
- In a Space Outta Sound (7 de marzo de 2006) #93 UK
- Thought So|thought so... Ricky Ranking and Ella May, Chyna Brown. (25 de agosto de 2008) UK #135[2]
- Coming Home (2009)
- Feelin Good (2013)
- Ground Floor (2016)
- Shape the Future (2018)
- Shout Out! To Freedom... (2021)